# 巴尔托什·贝德诺尔兹
巴尔托什·贝德诺尔兹（波蘭語：Bartosz Bednorz；1994年7月25日—）是一位波蘭排球運動員。他現在效力於波蘭球隊ZAKSA肯傑任科茲萊。他也是波蘭國家男子排球隊的一員。